# Robella
Robella település Olaszországban, Piemont régióban, Asti megyében. Lakosainak száma 436 fő (2023. január 1.). Robella Cocconato, Murisengo, Verrua Savoia, Brozolo, Montiglio Monferrato és Odalengo Grande községekkel határos.

## Népesség
A település lakossága az elmúlt években az alábbi módon változott:
| Lakosok száma | 497  | 477  | 436  |
|               | 2017 | 2018 | 2023 |